# غشاهای جنینی
غشاهای جنینی لایه‌های مربوط به رشد جنین می‌باشند. دو غشای جنینی وجود دارند، کوریون و آمنیون. این دو کیسه حاملگی را تشکیل می‌دهند و وظیفه آنها محافظت از جنین می‌باشد.